# Hugo Erich Meyer von Klinggräff
Hugo Erich Meyer von Klinggräff (Klein Watkowitz, Stuhm, 7 de Junho de 1820 — Paleschken, Stuhm, 3 de Abril de 1902) foi um botânico, especialista em briófitos.